# بخش کووت اوست
بخش کووت اوست (به لاتین: Cuvette-Ouest Department) یک منطقهٔ مسکونی در جمهوری کنگو است که در جمهوری کنگو واقع شده‌است. بخش کووت اوست ۲۶٬۶۰۰ کیلومتر مربع مساحت و ۷۲٬۹۹۹ نفر جمعیت دارد.